# Smohalla
Smohalla — també dit Smowhola, Smoholler, Smokeholer, Smuxale, Snohallow o Somahallie — (1815-1895) fou un profeta, predicador i mestre amerindi de l'ètnia wanapam, fundador del culte dels somniadors (Dreamers), que emfatitzen els valors indis tradicionals. Era d'una petita tribu shahaptiana afí als nez percés centrada entre el Columbia i els Priests Rapids.
Era un remeier cèlebre, però després de lluitar amb un rival, abandonà la llar i potser va anar a Mèxic. Va tornar el 1872 tot anunciant que havia mort i que Déu l'havia ressuscitat. Contra els colons blancs, considerava als indis com al primer poble creat, i que els altres races havien estat creades per a castigar els indis per culpes passades. Havien de viure com els avantpassats, no arar la terra o signar papers per cedir terra, ja que era contra-natura. Si ho feien així i seguien el culte Dreamer, Déu expulsaria els no indis. Emfatitzava amb els somnis, timbals, campanetes i danses extàtiques. Influí molt en Chief Joseph i tingué un fort ascendent entre els yakama.